# Liste der Mitglieder im 4. Inatsisartut
Das 4. Inatsisartut wurde nach der Parlamentswahl in Grönland 1987 gebildet und war bis 1991 im Amt.

## Aufbau
- IA: 4
- S: 11
- A: 11
- IP: 1

| Partei | Partei            | Abgeordnete zu Beginn der Legislaturperiode | Abgeordnete zum Ende der Legislaturperiode | Abgänge                      | Zugänge                         |
| ------ | ----------------- | ------------------------------------------- | ------------------------------------------ | ---------------------------- | ------------------------------- |
|        | Atassut           | 11                                          | 11                                         | keine                        | keine                           |
|        | Siumut            | 11                                          | 11                                         | Jonas Danielsen              | Ane Sofie Hammeken              |
|        | Inuit Ataqatigiit | 4                                           | 4                                          | Josef Motzfeldt Jens Geisler | Aqqalukasik Kanuthsen Ole Lynge |
|        | Issittup Partiia  | 1                                           | 1                                          | keine                        | keine                           |
| Gesamt | Gesamt            | 27                                          | 27                                         |                              |                                 |

## Parlamentspräsidium
Bis 1988 gab es kein Parlamentspräsidium. Der Regierungschef war qua Amt auch Parlamentspräsident. Durch eine Verfassungsänderung wurde während der laufenden Legislaturperiode ein Parlamentspräsidium eingeführt.
|                 | ab 1. November 1988                                                                                      |
| --------------- | --- |
| Vorsitzender    | Lars Chemnitz (Atassut)                                                                                  |
| Vizevorsitzende | Emilie Lennert (Atassut) Preben Lange (Siumut) Mikael Petersen (Siumut) Jens Geisler (Inuit Ataqatigiit) |

Wegen unzugänglicher Parlamentsprotokolle lässt sich nicht rekonstruieren, wer Jens Geislers Platz nach dessen Ausscheiden einnahm.

## Abgeordnete
Es wurden folgende Personen gewählt. Personen, die zum Ende der Legislaturperiode nicht mehr im Amt waren, sind grau markiert:
| Wahlkreis           | Mitglied              | Geburtsjahr | Partei | Partei            | Anmerkung                                                                              |
| ------------------- | --------------------- | ----------- | ------ | ----------------- | -------------------------------------------------------------------------------------- |
| Mittelgrönland      | Lars Chemnitz         | 1925        |        | Atassut           | Parlamentspräsident ab dem 1. November 1988                                            |
| Mittelgrönland      | Niels Carlo Heilmann  | 1927        |        | Atassut           |                                                                                        |
| Upernavik (AM)      | Godmand Jensen        | 1940        |        | Atassut           |                                                                                        |
| Mittelgrönland      | Emilie Lennert        | 1931        |        | Atassut           |                                                                                        |
| Südgrönland         | Torben Emil Lynge     | 1940        |        | Atassut           |                                                                                        |
| Südgrönland         | Peter Ostermann       | 1939        |        | Atassut           |                                                                                        |
| Diskobucht (AM)     | Holger Sivertsen      | 1937        |        | Atassut           |                                                                                        |
| Ammassalik          | Jakob Sivertsen       | 1943        |        | Atassut           |                                                                                        |
| Diskobucht          | Knud Sørensen         | 1934        |        | Atassut           |                                                                                        |
| Diskobucht          | Konrad Steenholdt     | 1942        |        | Atassut           |                                                                                        |
| Mittelgrönland      | Otto Steenholdt       | 1936        |        | Atassut           |                                                                                        |
| Ittoqqortoormiit    | Jonas Danielsen       | 1948        |        | Siumut            | Jonas Danielsen trat am 25. April 1989 zurück.                                         |
| Upernavik           | Bendt Frederiksen     | 1939        |        | Siumut            |                                                                                        |
| Diskobucht          | Hans Iversen          | 1940        |        | Siumut            |                                                                                        |
| Mittelgrönland      | Lars Emil Johansen    | 1946        |        | Siumut            |                                                                                        |
| Mittelgrönland      | Jens Lyberth          | 1952        |        | Siumut            |                                                                                        |
| Diskobucht          | Preben Lange          | 1948        |        | Siumut            |                                                                                        |
| Südgrönland         | Jonathan Motzfeldt    | 1938        |        | Siumut            | Parlamentspräsident bis zum 1. November 1988                                           |
| Südgrönland         | Hendrik Nielsen       | 1942        |        | Siumut            |                                                                                        |
| Mittelgrönland      | Moses Olsen           | 1938        |        | Siumut            |                                                                                        |
| Uummannaq           | Mikael Petersen       | 1956        |        | Siumut            |                                                                                        |
| Thule               | Ûssarĸak K'ujaukitsoĸ | 1948        |        | Siumut            |                                                                                        |
| Diskobucht          | Jens Geisler          | 1951        |        | Inuit Ataqatigiit | Jens Geisler wurde im November 1989 zu einer Haftstrafe in der Psychiatrie verurteilt. |
| Mittelgrönland      | Aqqaluk Lynge         | 1947        |        | Inuit Ataqatigiit |                                                                                        |
| Südgrönland         | Josef Motzfeldt       | 1941        |        | Inuit Ataqatigiit | Josef Motzfeldt wurde am 12. April 1988 durch ein Misstrauensvotum abgewählt.          |
| Mittelgrönland (AM) | Henriette Rasmussen   | 1950        |        | Inuit Ataqatigiit |                                                                                        |
| Mittelgrönland (AM) | Nikolaj Heinrich      | 1938        |        | Issittup Partiia  |                                                                                        |
| Stellvertreter      |                       |             |        |                   |                                                                                        |
| Ittoqqortoormiit    | Ane Sofie Hammeken    | 1939        |        | Siumut            | 1. Stellvertreterin für Jonas Danielsen                                                |
| Südgrönland         | Aqqalukasik Kanuthsen | 1953        |        | Inuit Ataqatigiit | 1. Stellvertreter für Josef Motzfeldt                                                  |
| Diskobucht          | Ole Lynge             | 1956        |        | Inuit Ataqatigiit | 1. Stellvertreter für Jens Geisler                                                     |